# Mait Metsanurk

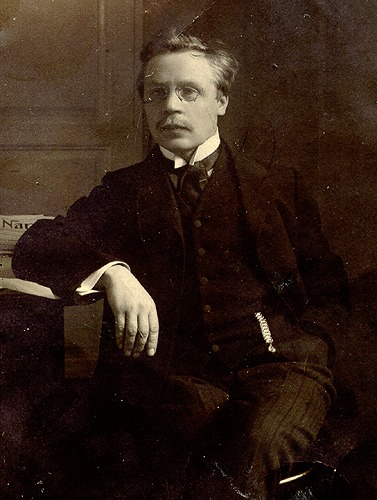
Eduard Hubel (Mait Metsanurk), Aufnahme von 1911

Mait Metsanurk (* 19. November 1879 auf dem Hof Saare, Dorf Metsanuka, Landgemeinde Tartu, Kreis Tartu/Livland; † 21. August 1957 in Tallinn) war ein estnischer Schriftsteller, der mit bürgerlichem Namen Eduard Hubel hieß.

## Frühe Jahre
Mait Metsanurk wurde als jüngstes von acht Kindern in eine Bauernfamilie geboren. Er besuchte die Grundschule in Orge und die russischsprachige Stadtschule in Tartu. Anschließend belegte er einige Kurse in Pädagogik. Danach schlug er sich mit verschiedenen Arbeiten durch, zunächst als Kanzleibeamter, dann als Schullehrer und ab 1906 als Journalist.

## Schriftsteller
Mait Metsanurk erreichte 1908 seinen literarischen Durchbruch mit realistischen Beschreibungen des estnischen Stadt- und Landlebens der damaligen Zeit. Vor allem die sozialen Gegensätze und Spannungen werden in seinem Werk verarbeitet. Mait Metsanurk wurde zu einem der produktivsten und beliebtesten Schriftsteller und Stückschreiber seiner Epoche. Zusammen mit Anton Hansen Tammsaare (1878–1940) gilt er als einer der herausragendsten Vertreter des estnischen Realismus der Zwischenkriegszeit. Sein Hauptwerk, der historische Roman Ümera jõel (1934), schildert den Kampf der heidnischen Esten gegen die dänischen und deutschen Eroberer und wurde zu einem Identifikationsroman der damaligen Zeit. Daneben betätigte er sich als Literaturkritiker und Übersetzer.
1924/25 und von 1930 bis 1936 war Mait Metsanurk Vorsitzender des Estnischen Schriftstellerverbands.
Mit der sowjetischen Besetzung Estlands wurde Mait Metsanurk politisch und kulturell kaltgestellt. Die Deportierung nach Sibirien, die viele estnische Schriftsteller erlitten, blieb ihm allerdings erspart. Mait Metsanurk wurde erst 1956, nach dem Ende des Stalinismus, wieder rehabilitiert. Er liegt auf dem Waldfriedhof von Tallinn begraben.

## Literarisches Werk

### Prosawerke
- "Isamaa õilmed" (Erzählung, Tallinn 1908)
- "Vahesaare Villem" (Roman, Tallinn 1909)
- "Jumalalapsed" (Kurzgeschichten, Tallinn 1910)
- "Orjad" (Roman, Tallinn 1912)
- "Toho-Oja Anton" (Novelle, Tallinn 1916)
- "Ennäe inimest!" (Roman, 1918)
- "Epp" (Erzählung, Tartu 1920)
- "Jumalata" (Erzählung, Tallinn 1921)
- "Taavet Soovere elu ja surm" (Roman, 1922)
- "Valge pilv" (Roman, Tartu 1925)
- "Jäljetu haud" (Roman, Tartu 1926)
- "Viimne päev" (Novellensammlung, Tallinn 1927)
- "Punane tuul" (Roman, Tartu 1928)
- "Jutustused ja novellid" (Erzählungen und Novellen, Tartu 1929)
- "Fr. Arraste & Pojad" (Roman, Tartu 1930)
- "Elu murrab sisse" (Novellensammlung, Tartu 1931)
- "Taniel heitleb" (Erzählung, Tartu 1932)
- "Maine ike" (Novellensammlung, Tartu 1933)
- "Mändide all" (Jugenderzählung, Tartu 1933)
- "Ümera jõel" (Roman, Tartu 1934)
- "Soosaare" (Roman, Tartu 1936)
- "Kutsutud ja seatud" (Tagebuchroman, Tartu 1937)
- "Tuli tuha all" (Roman, Tartu 1939)
- "Tee algul. Mälestused I" (Erinnerungen, Tallinn 1946)
- "Suvine pööripäev" (Roman, Tallinn 1957)

### Theaterstücke
- "Uues korteris" (Komödie, Tallinn 1908)
- "Vagade elu" (Komödie Tartu 1923)
- "Kindrali poeg" (Drama, Tartu 1925)
- "Talupoja poeg" (Drama, Tartu 1929)
- "Mässuvaim ehk Agulirahvas läheb ajalukku" (Komödie, Tallinn 1931)
- "Haljal oksal" (Komödie, Tallinn 1932)
- "C. R. Jakobson" (Drama, Tartu 1935)
- "Maret elukoolis" (Komödie, Tallinn 1938)